# Carpacoce heteromorpha
Carpacoce heteromorpha är en måreväxtart som först beskrevs av Heinrich Wilhelm Buek, och fick sitt nu gällande namn av Harry Bolus. Carpacoce heteromorpha ingår i släktet Carpacoce och familjen måreväxter. Inga underarter finns listade i Catalogue of Life.